# Mauricio Lagos Letelier
Mauricio Lagos Letelier; (Pencahue, 26 de marzo de 1854 - Talca, 21 de julio de 1938). Abogado y político conservador chileno. Hijo de Evaristo Lagos Bravo y Rosario Letelier Valenzuela. Contrajo matrimonio con Elena Rivera Valenzuela, con quien tuvo seis hijos y falleció en 1892. Casado en segundas nupcias con su excuñada, Mercedes Rivera Valenzuela, con quien tuvo seis hijos más.
Estudió en el Liceo de Talca y en la Universidad de Chile, donde juró como abogado (1880). Se desempeñó en política y en jurisprudencia. Fue Juez de Apelaciones (1884), al mismo tiempo que era Regidor de Talca.
Pertenecía al Partido Conservador, cuando fue Alcalde de Talca (1888-1891) y electo Diputado por Talca (1891-1894), formando parte de la comisión permanente de Constitución, Legislación y Justicia.
Tras la Revolución de 1891, se adhirió a los ideales balmacedistas, por lo que abandonó su colectividad e ingresó al Partido Liberal Democrático, del cual llegó a pertenecer a su directiva nacional (1912).
Fue socio del Club de La Unión y del Club Social de Talca.